# Sân vận động Borg El Arab
Sân vận động Borg El Arab (tiếng Ả Rập: ستاد برج العرب), đôi khi được gọi là Sân vận động Quân đội Ai Cập hoặc Sân vận động El Geish - Alexandria (tiếng Ả Rập: ستاد الجيش ببرج العرب), là một sân vận động được đưa vào hoạt động vào năm 2005 tại khu nghỉ mát Borg El Arab trên Địa Trung Hải; cách 25 km về phía tây của Alexandria, Ai Cập. Đây là sân vận động lớn nhất ở Ai Cập và lớn thứ hai ở châu Phi (sau Sân vận động FNB ở Johannesburg) với sức chứa 86.000 người và là sân vận động tất cả chỗ ngồi. Đây cũng là sân vận động lớn thứ 27 trên thế giới và là sân vận động bóng đá lớn thứ 9 trên thế giới. Sân nằm trên xa lộ sa mạc Cairo-Alexandria cách Sân bay Borg El Arab 10 km và cách trung tâm thành phố Alexandria 15 km. Sân có một đường chạy điền kinh xung quanh sân và bốn đèn pha lớn. Chỉ có một khán đài có mái che.
Sân vận động rộng 145 feddan (609.000 mét vuông), được bao quanh bởi hàng rào dài 3 km, mạng lưới đường nội bộ dài 6 km, một bãi đậu xe có thể chứa 5.000 ô tô và 200 xe buýt bên cạnh một đường băng, có 136 lối vào điện tử. Khán đài chính được che bằng một chiếc mái che phủ 35% tổng diện tích của sân vận động và nó được coi là chiếc ô lớn nhất ở Trung Đông. Chiều dài của nó là 200 m, kích thước là 60 m và diện tích là 12.000 m², tương đương với 3 feddan.
Sân vận động có điều hòa không khí và điều kiện đó bao gồm các buồng quần áo, các salon và lối vào, sân vận động cũng bao gồm 8 thang máy cho phát thanh viên, người khuyết tật, dịch vụ và những người quan trọng. Có 2 sân vận động phụ phục vụ tập luyện và mỗi sân có sức chứa 2000 khán giả, bao gồm 2 phòng thay đồ và sân vận động cho môn Điền kinh. Sân vận động cũng bao gồm một khách sạn dành cho 200 khách được lắp máy lạnh và có hồ bơi, phòng tập thể dục và một tòa nhà khoa học có sức chứa 80 người. Sân vận động bao gồm một tòa nhà chứa 300 máy ép. Tòa nhà này bao gồm tủ cho đài phát thanh, lối vào cho trường hợp khẩn cấp, xe cứu thương, 39 và nhà ăn, 337 phòng tắm được phân loại thành 33 phòng tắm cho phụ nữ và 8 phòng tắm cho người tàn tật.

## Lịch sử

### Bối cảnh

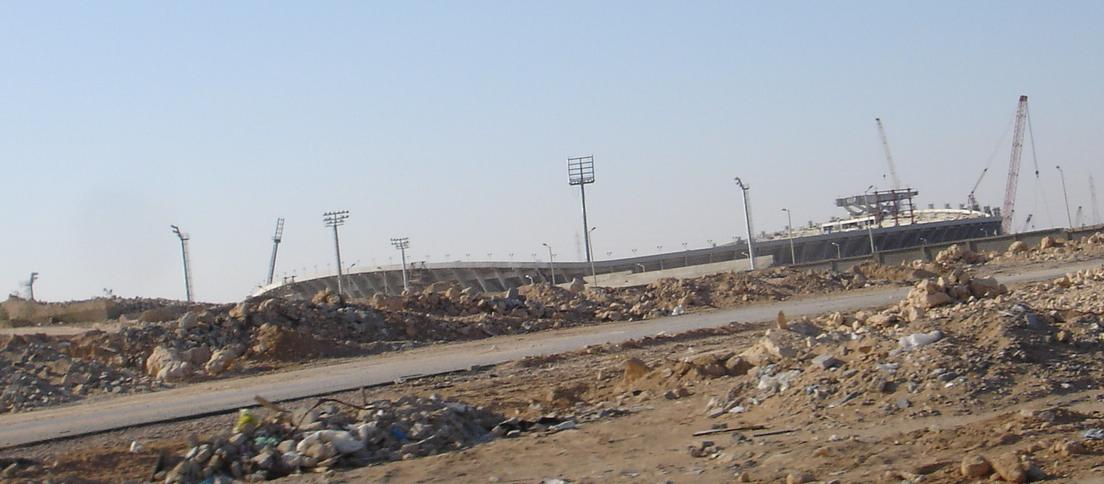
Sân vận động đang được xây dựng, ngày 14 tháng 11 năm 2005.

Ban đầu, sân vận động được đưa vào hoạt động như một phần của dự án 5 sân vận động đạt tiêu chuẩn quốc tế đầy tham vọng để Ai Cập đăng cai tổ chức Giải vô địch bóng đá thế giới 2010. Sau khi Ai Cập thất bại trong việc đăng cai tổ chức World Cup, sân vận động này đã trở thành sân nhà của đội tuyển bóng đá quốc gia Ai Cập cùng với Sân vận động Quốc tế Cairo. Bên cạnh đội tuyển quốc gia, đội bóng có trụ sở tại Alexandria Smouha bắt đầu chơi các trận đấu trên sân nhà trên sân vận động thay vì sân vận động Alexandria kể từ năm 2016; trong khi Al Ahly, Al Ittihad, Al Masry và Zamalek cũng chơi một số trận sân nhà của họ vì những lý do khác nhau.
Sân vận động độc đáo ở chỗ nó được thiết kế và xây dựng hoàn toàn bởi Quân đoàn kỹ sư của Lực lượng vũ trang Ai Cập (EAFCE).

### Khánh thành
Để sử dụng sân vận động mới, Ai Cập đã chọn sân vận động Borg El Arab là một trong những sân vận động đăng cai tổ chức Giải vô địch bóng đá U-20 thế giới 2009. Trong chuyến thị sát để kiểm tra khả năng sẵn sàng của Ai Cập, Jack Warner, Phó Chủ tịch FIFA kiêm Trưởng đoàn thị sát, đã đánh giá rất cao về sân vận động này. Ông nói, "Đó là một sân vận động tuyệt vời. Nó là một trong những sân vận động tốt nhất trên thế giới". Các thành viên khác của phái đoàn mô tả sân vận động như một bản sao giống hệt của Stade de France. Tuy nhiên, sân vận động chỉ tổ chức một trận đấu trong giải đấu, đó là trận mở màn giữa Ai Cập với Trinidad và Tobago cũng như lễ khai mạc của giải đấu. Chủ tịch FIFA Sepp Blatter bày tỏ sự vui mừng khi có mặt tại sân vận động "tuyệt vời" của Borg El Arab khi ông xem các hình ảnh công nghệ cao và màn trình diễn ánh sáng tuyệt vời của lễ khai mạc.

## Miêu tả

### Địa điểm

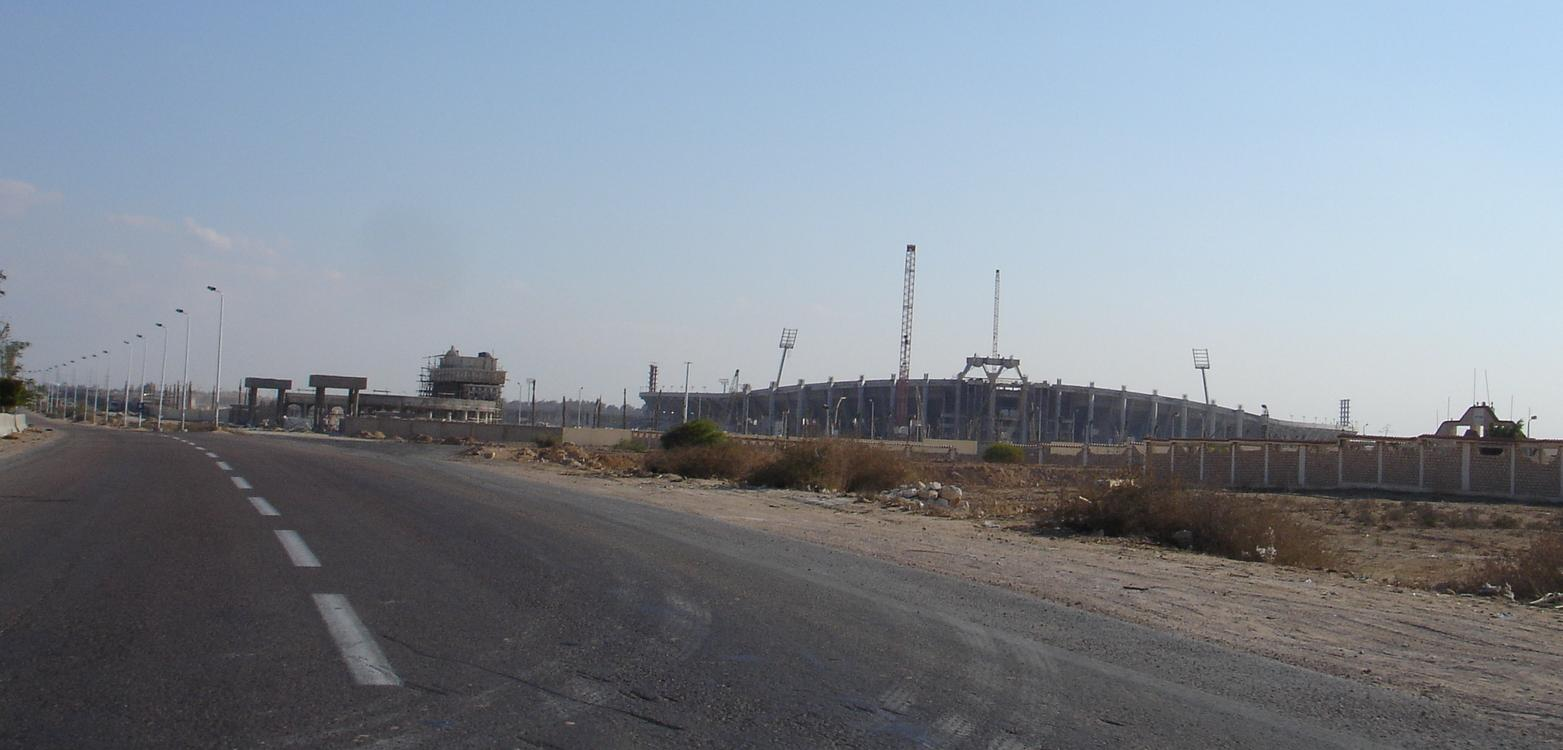
Quang cảnh Sân vận động Borg El Arab khi nó đang được xây dựng, tháng 11 năm 2005

Borg El Arab đã được chọn là địa điểm của dự án này. Borg El Arab nằm cách 7 km từ mốc 31 km tại cao tốc sa mạc Cairo-Alexandria. Sân cũng cách mỗi Sân bay Borg El Arab, Bệnh viện Cấp cứu Mubarak (tại Sidi Krir) và các làng du lịch ở bờ biển phía bắc khoảng 10 km. Địa điểm này cũng cách ga xe lửa King Mariot 1,5 km. Khu nghỉ dưỡng biển Borg El Arab được biết đến với khí hậu khô và không ô nhiễm do thực tế là nó ở độ cao 28 mét so với mực nước biển.
Diện tích đất quy định cho dự án này là 600.000 m² (145 mẫu Anh) được chia như sau: 30% dành cho tiện ích, 30% dành cho đường và khu chờ, 40% dành cho mảng xanh. Dự án này được lên kế hoạch trở thành viên gạch xây dựng cho một Làng Olympic được tích hợp đầy đủ.

### Lối vào và lối ra
Một hàng rào dài 3,5 km bao quanh toàn bộ sân vận động. Có 10 cổng và 80 cửa hàng với tổng diện tích mặt bằng là 4 nghìn mét vuông. Sân vận động chính được bao quanh bởi hàng rào dài 1,2 km kiểm soát lối vào của khán giả. Hàng rào này có 17 cổng và tổng cộng 136 máy điện tử cho phép 800 khán giả ra vào mỗi phút. Trong khi sân vận động có thể được lấp đầy hoàn toàn trong vòng hai giờ, nó có thể được sơ tán hoàn toàn trong vòng chưa đầy 8 phút.
Ngoài các cổng, có 76 cầu thang được chia thành 22 cầu thang lên khán đài phía trên, 18 cầu thang xuống các cabin đặc biệt, 36 cầu thang xuống khán đài phía dưới. Các lối vào khác dành cho VIP, người tàn tật và những người có nhu cầu đặc biệt. Sân vận động có 8 thang máy: hai thang máy dành cho khách VIP, hai thang máy dành cho nhà báo, hai thang máy vận chuyển hàng hóa và hai thang máy khác dành cho những người có nhu cầu đặc biệt.
Sân vận động bao gồm các lối vào sau: một cho sân cỏ, một cho marathon, hai cho xe cứu thương khẩn cấp và dịch vụ cứu hỏa, một cho các cầu thủ và giới truyền thông cá nhân, và hai cho các nhóm và lễ kỷ niệm.

## Mặt sân

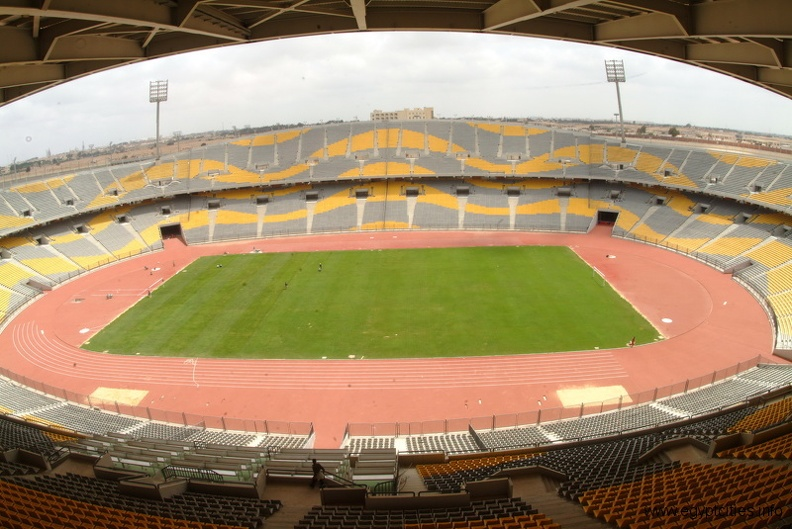
Quang cảnh Sân vận động Borg El Arab

Hướng địa lý của sân là khoảng 12 độ Tây Bắc dọc theo hướng gió. Lý do là để tránh bất kỳ sự cản trở nào đối với chuyển động của bóng hoặc các cầu thủ theo yêu cầu của Liên đoàn bóng đá quốc tế (FIFA). Kích thước sân là 105 x 70 m. Ngoài mặt sân, sân vận động được trang bị để tổ chức các hoạt động của Thế vận hội Olympic; đường chạy điền kinh 8 làn, chắn nước cho môn vượt dốc, hai hố cát để nhảy xa, một hố cát cho nhảy ba.
Sân vận động chính được trang bị tháp đèn đôi được bố trí ở khán đài phía đông bắc và đông nam của sân vận động ở độ cao 65 mét so với mặt sân. Ngoài ra, các nguồn chiếu sáng được lắp đặt dọc theo lam che nắng. Hai bảng kết quả và 13 vị trí đặt camera đã sẵn sàng.
Ngoài sân cỏ còn có hai sân tập với sức chứa 2.000 khán giả/sân. Cả hai sân chiếm tổng diện tích 3.000 m², mỗi sân gồm có đường chạy điền kinh, hai phòng thay đồ cho các cầu thủ, hai phòng thay đồ cho trọng tài, phòng làm việc và phòng vệ sinh. Cả hai sân tập đều được trang bị tháp chiếu sáng.

## Sức chứa
Khán đài chính của Borg El Arab có sức chứa 86.000 khán giả ở tầng trên và tầng dưới. Định hướng chỗ ngồi của sân vận động được thiết kế để cho phép khán giả có thể nhìn thấy tất cả các góc của sân mà không gặp bất kỳ trở ngại nào. Trong khi cabin VIP dành riêng có 22 chỗ ngồi, sân thượng có thể chứa 300 khán giả. Quầy truyền thông cá nhân có thể bao gồm tối đa 300 nhà báo. Một quầy bên ngoài có sẵn cho những người có nhu cầu đặc biệt.
Sân thượng và khán đài hạng nhất, chiếm 35% tổng số chỗ ngồi của sân vận động, được che bằng tấm che nắng kim loại dài 200 m và rộng 62 m. Tấm che nắng bằng kim loại được nâng bằng 18 cột bê tông hình bông sen lên độ cao 32 mét. Lam chắn nắng được kéo bằng dây cáp thép điện trở cao. Tấm che nắng này, công trình lớn nhất do người Ai Cập thực hiện trong khu vực, sử dụng 35 tấn thép để sản xuất.

## Các dịch vụ có sẵn
Bốn phòng để thay quần áo, với phòng vệ sinh và vòi hoa sen, có sẵn cho các cầu thủ. Ngoài ra, còn có hai phòng khởi động, số lượng văn phòng cho huấn luyện viên và nhân viên y tế, một số phòng cho trọng tài, nhà thi đấu thể thao, trung tâm y tế được trang bị phòng thí nghiệm phân tích cấp cao nhất và một trung tâm báo chí để đưa tin.
Đối với khán giả, có 32 nhà hàng và 68 phòng vệ sinh (tổng số 386 nhà vệ sinh; 337 cho nam, 43 cho nữ và 6 cho những người có nhu cầu đặc biệt). Hai mươi lăm phần trăm sân vận động được lắp máy lạnh, bao gồm sân thượng, tiệm làm đẹp, phòng thay quần áo và trung tâm truyền thông. Hệ thống âm thanh và camera giám sát được truy cập tại phòng điều khiển ở tầng hầm. Một mạng lưới truyền thông tin và một mạng lưới báo cháy được liên kết với một phòng điều khiển trung tâm được tìm thấy ở điểm cao nhất của sân vận động.
Sân vận động bao gồm một khách sạn cho các cầu thủ bao gồm 200 giường được điều hòa nhiệt độ. Khách sạn bao gồm hội trường, nhà ăn, nhà hàng, hồ bơi, phòng tập thể dục và nhà cung cấp thang máy. Ngoài khách sạn còn có tòa nhà hành chính và trung tâm nhà ở cho công nhân của sân vận động với tổng sức chứa 80 người (tổng diện tích là 3.500 mét vuông). Tòa nhà này bao gồm một số văn phòng, tiệm ăn, phòng ăn, phòng ở. Sân vận động bao gồm mạng lưới đường nội bộ dài 6 km, bãi đậu ô tô có sức chứa 5 nghìn ô tô, 200 xe buýt và sân đáp trực thăng với sức chứa 4 máy bay.
Các khu vực cây xanh của trang web chiếm tổng cộng 250 nghìn mét vuông. Khu đất này đã được cấp điện năng 4 Mb, máy phát điện dự phòng, 500 đường dây điện thoại nội hạt, 1.500 đường dây điện thoại quốc tế, một bể chứa nước ngầm với dung tích 2.000 mét vuông, và một cống rãnh dài 800 mét.

## Hình ảnh

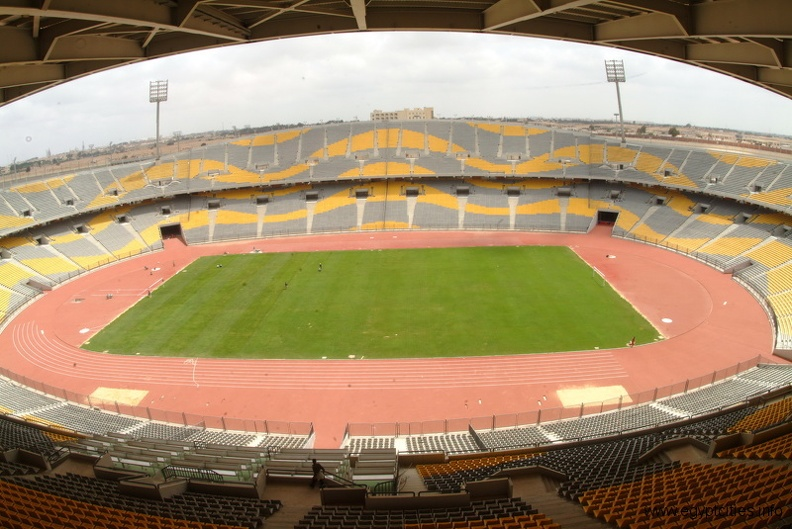
Quang cảnh Sân vận động Borg El Arab năm 2005.
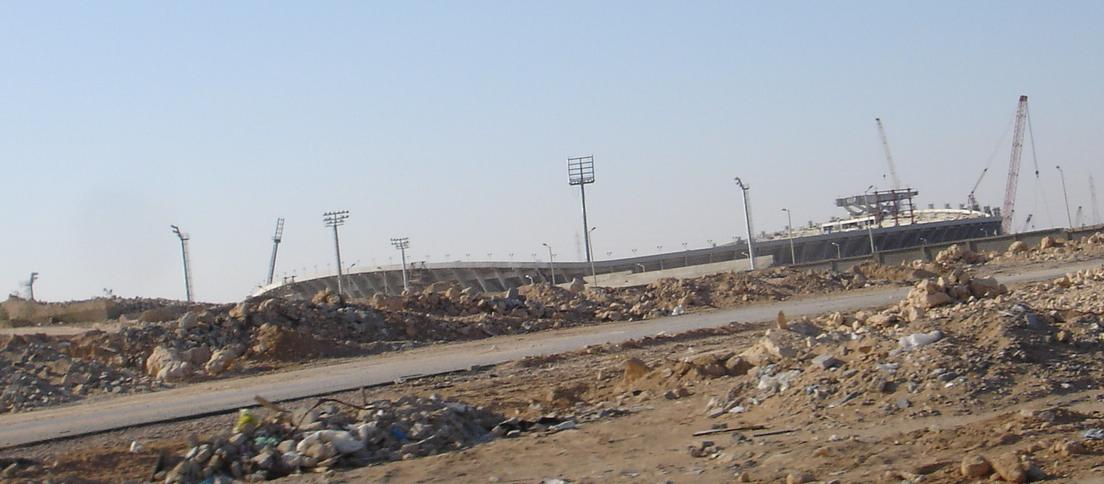
Quang cảnh sân vận động khi nó đang được xây dựng vào tháng 11 năm 2005.
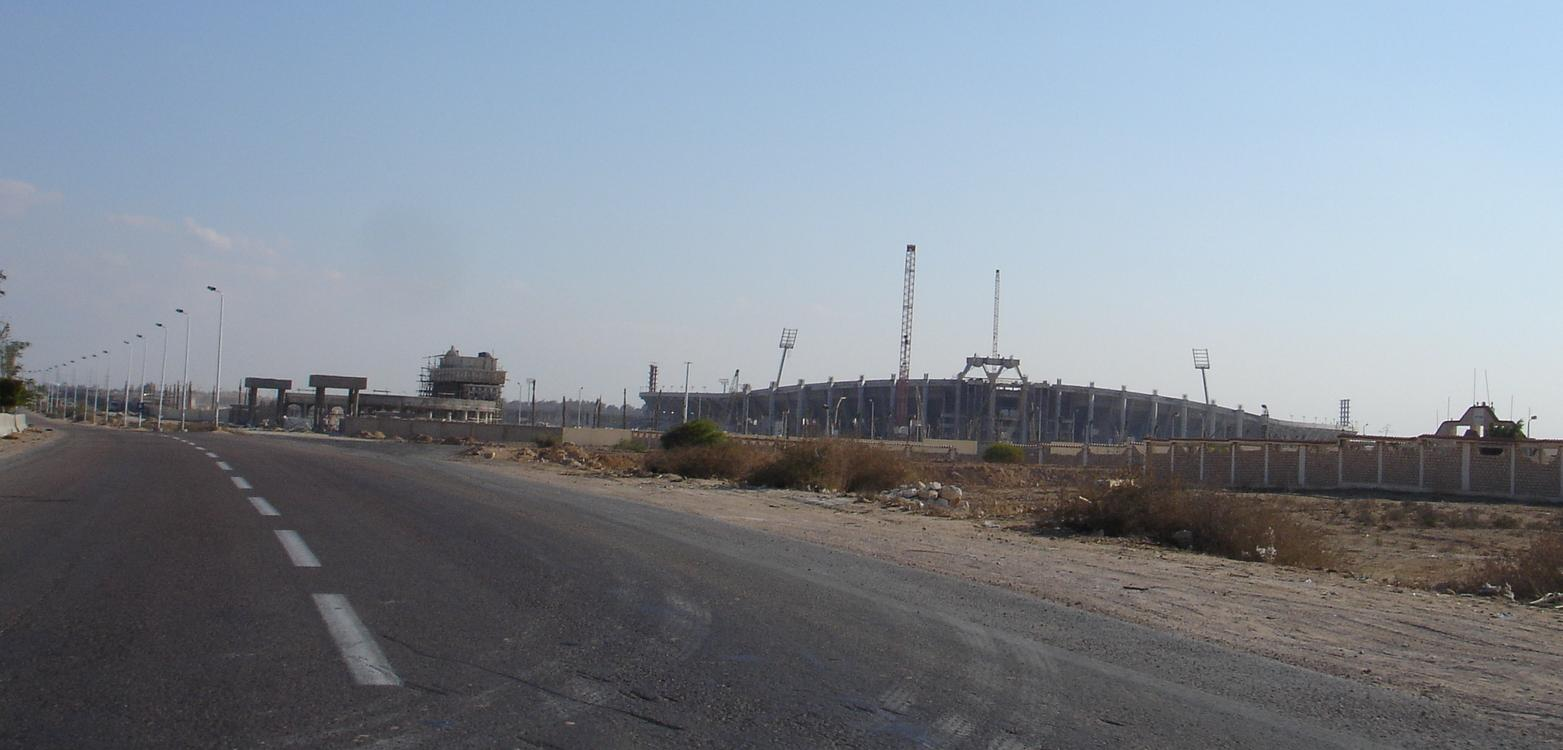
Quang cảnh sân vận động khi nó đang được xây dựng vào tháng 11 năm 2005.
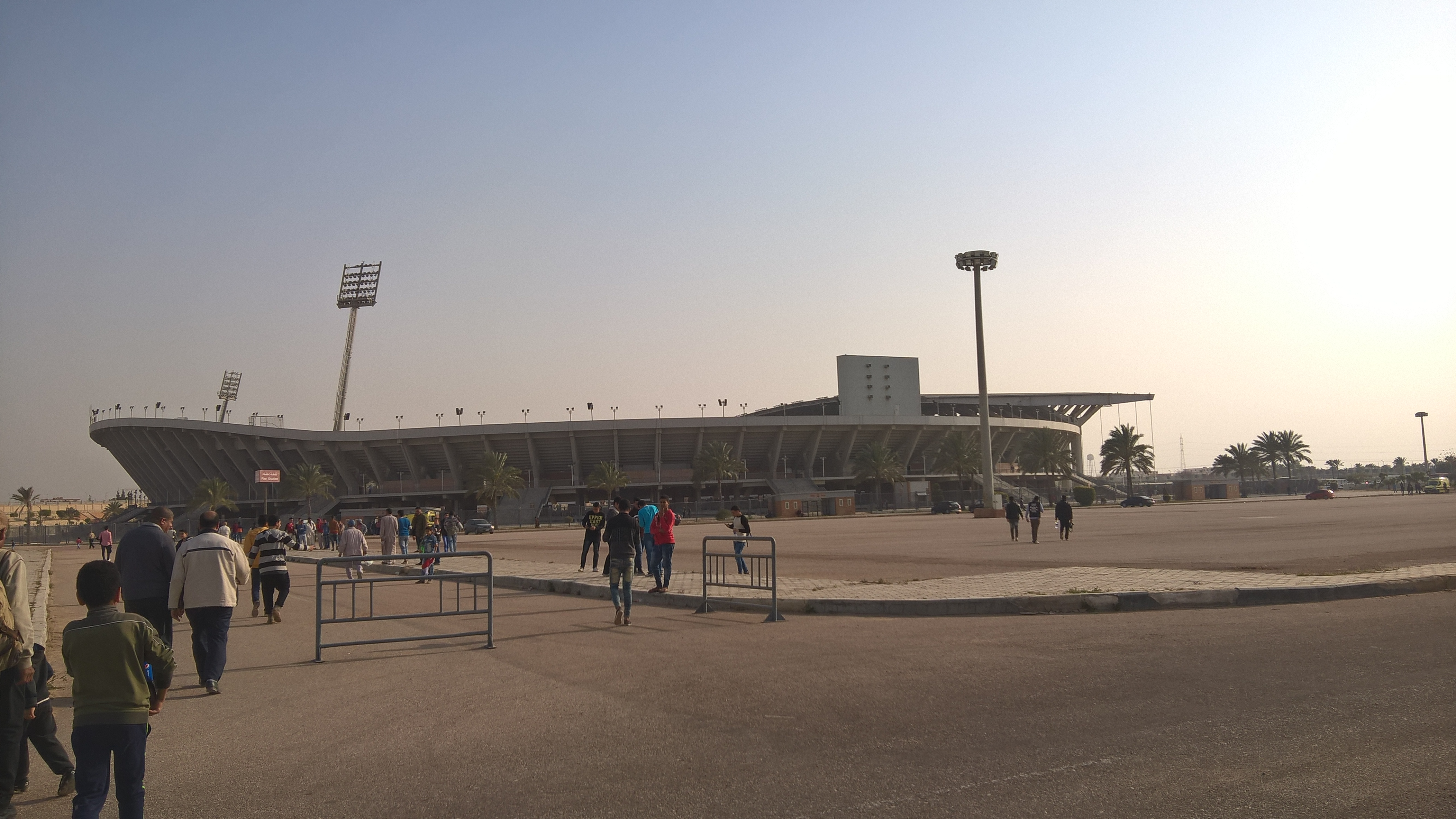
Sân vận động Borg El Arab trước trận giao hữu vào tháng 3 năm 2017.
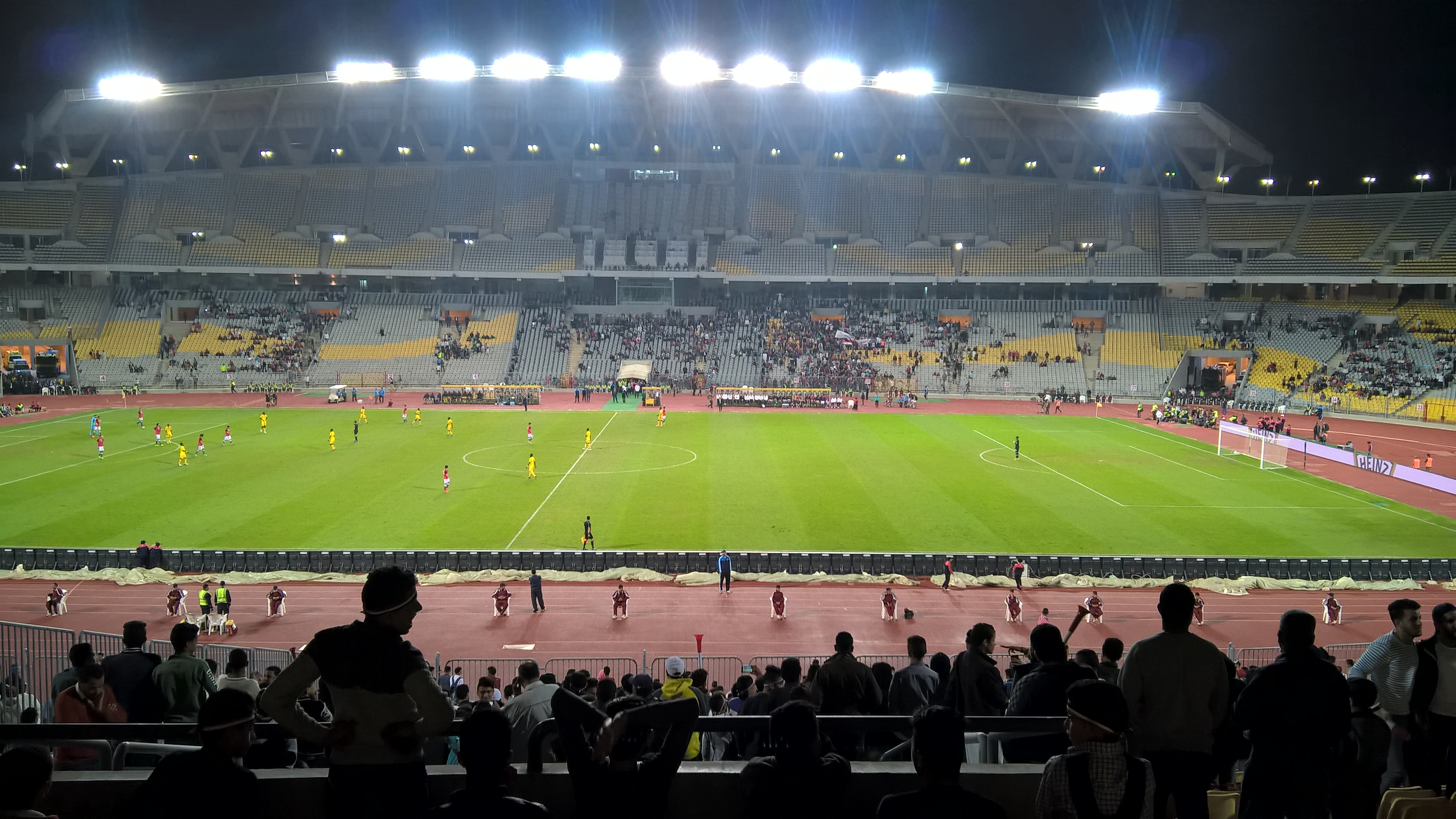
Sân vận động Borg El Arab trước trận giao hữu vào tháng 3 năm 2017.
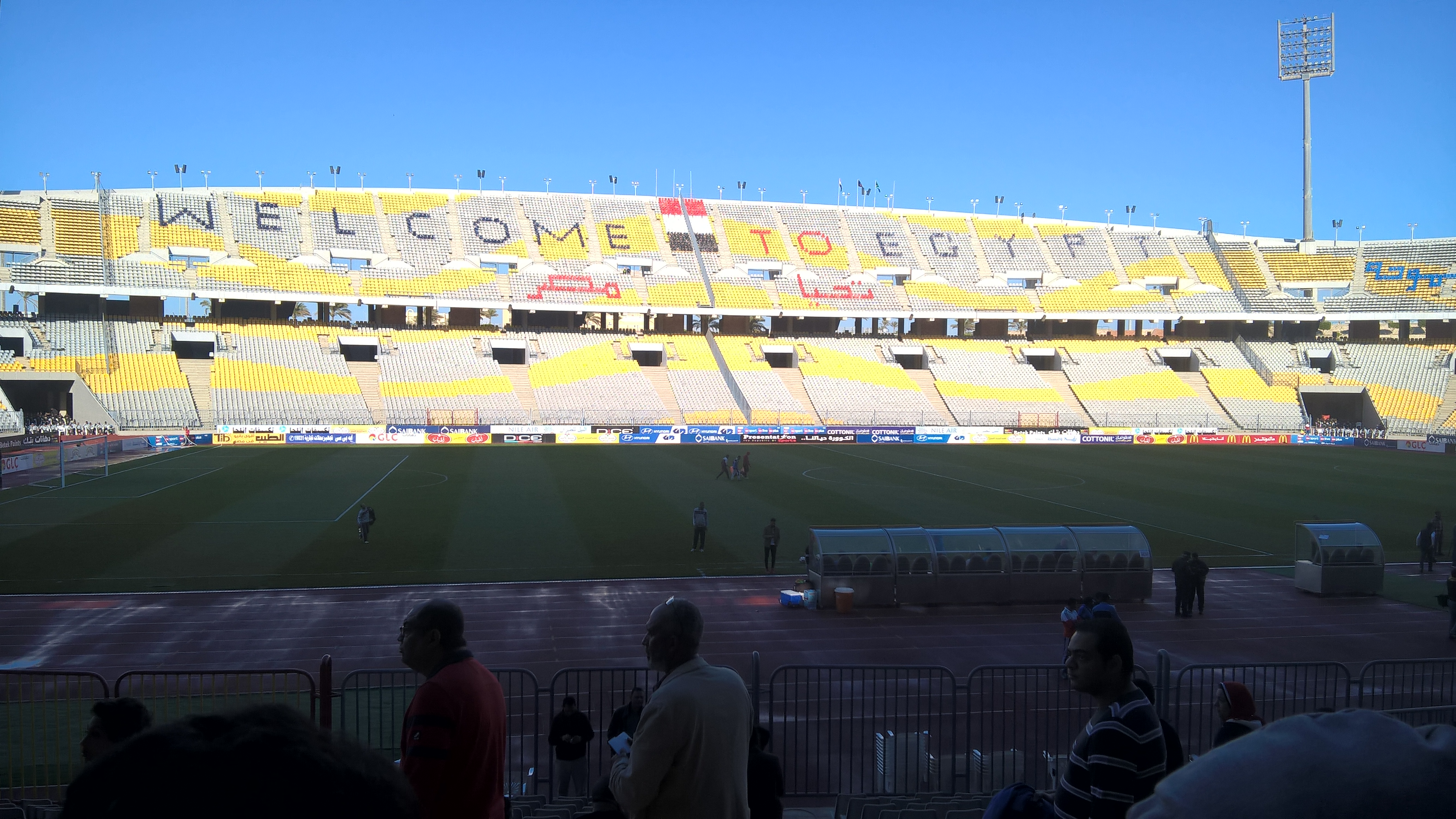
Sân vận động Borg El Arab trước một trận đấu tại Cúp Liên đoàn CAF 2017 vào tháng 4 năm 2017.
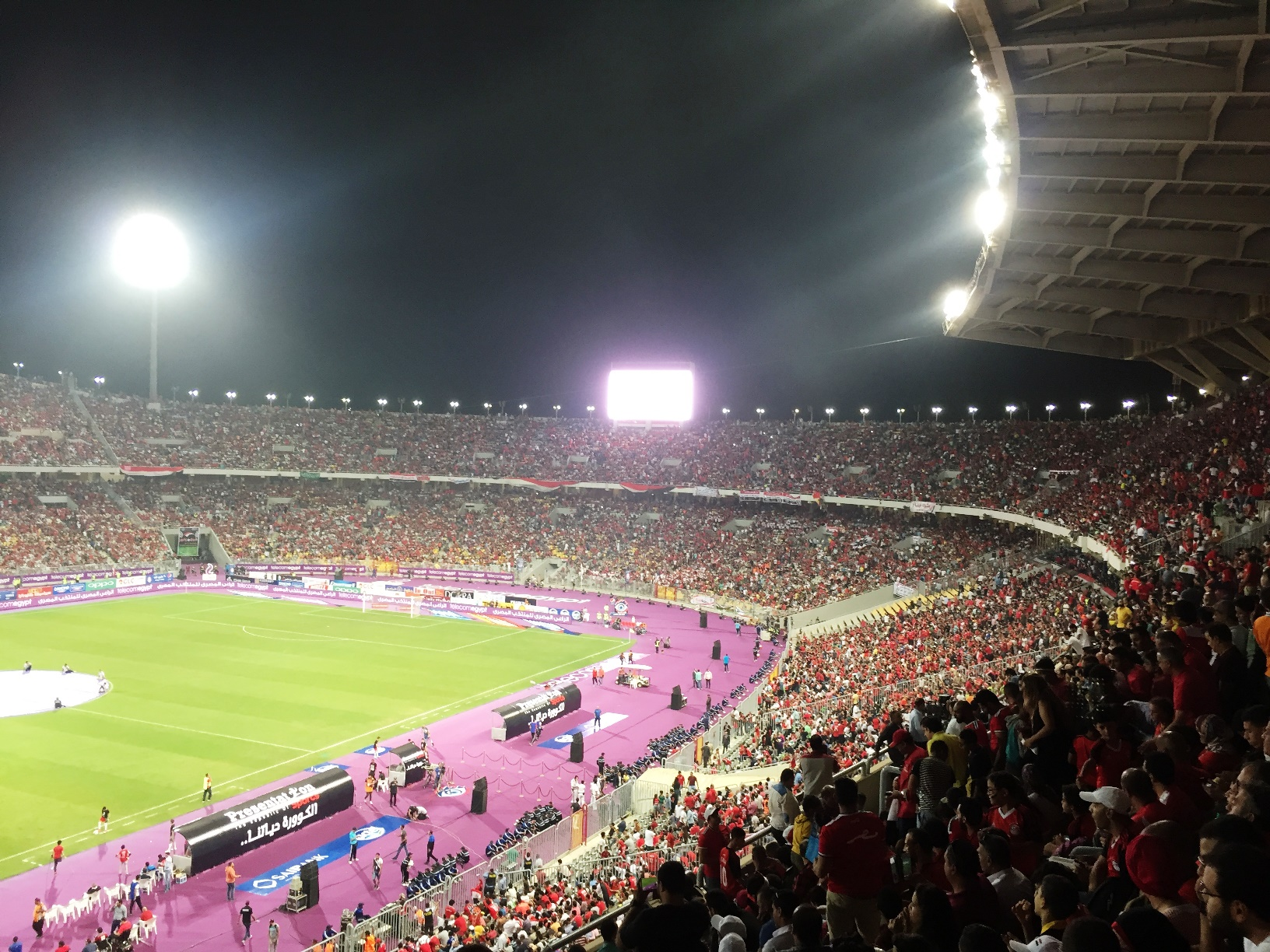
Sân vận động Borg El Arab trong một trận đấu tại vòng loại World Cup 2018 vào tháng 10 năm 2017.